# Propel
En propel (af eng. a propeller, som er blevet tolket som pluralis[kilde mangler]) kan opfattes som en roterende vinge i luft eller en finne i væske (f.eks. vand) hvor den dog oftest betegnes som en propeller (engelsk) og på dansk skibsskrue. En roterende propel frembringer en kraft der har retning parallelt med rotationsaksen.
Hvis en propel drejer for hurtigt kan mediet (vand eller luft) ikke følge propelformen. Dette resulterer i, at mediet "slipper" propellen og i princippet danner gasbobler. Dette fænomen kaldes kavitation og det resulterer i tabt energi, støj og rystelser, og det kan skade propellen.

## Propeller på flyvemaskiner
Propeller til propelfly kan enten have helt faste propelblade, eller blade, hvis vinkel kan varieres, også mens propellen drejer rundt. Propeller med faste blade er mere robuste som følge af deres simplere konstruktion, men til gengæld kan den kraft, de yder, kun varieres ved at ændre deres rotationshastighed. En propel med bevægelige blade kaldes en constant speed propeller ((engelsk) "konstant fart-propel"), fordi man her kan lade motoren, der driver propellen, arbejde ved sit optimale omdrejningstal under næsten hele flyvningen og i stedet variere trækkraften efter behov ved at justere propelbladenes vinkel.
Piloter med klasserettighed til propelfly må som udgangspunkt kun flyve med flyvemaskiner med faste propelblade. Flyvning med constant speed-propeltypen kræver såkaldt difference training i form af et "tillægs-kursus" til den grundlæggende pilotuddannelse.

## Skibspropeller
En type af skibsskruer der kunne variere indfaldsvinklen (variable pitch) kaldtes KaMeWa (svensk), efter Karlstads Mekaniska Werkstad. De blev brugt af Søværnets Peder Skram-fregatter og Falster-minelæggere. I dag bruges KaMeWa om vandjets.
Til sejlbåde anvendes ofte såkaldte foldepropeller til at reducere modstanden fra propellen, når den ikke anvendes under sejlads.